# Igar
Igar ist eine ungarische Gemeinde im Kreis Sárbogárd im Komitat Fejér. Zur Gemeinde gehören die Ortsteile Vámpuszta, Vámszőlőhegy und Dádpuszta.

## Geografische Lage
Die ländliche Gemeinde liegt im zentralen Ungarn, ungefähr 15 Kilometer südwestlich der Kreisstadt Sárbogárd. Nachbargemeinden sind Mezőszilas im Norden und Simontornya im Süden.

## Geschichte
Der Ort wurde 1324 erstmals urkundlich als Igor schriftlich erwähnt.
Seit 2004 findet in der Gemeinde die Psytrance-Veranstaltung Ozora Festival, benannt nach der Nachbargemeinde Ozora, statt.

## Sehenswürdigkeiten
- Reformierte Kirche, erbaut 1835 im barocken Stil
- Schloss Strasszer, erbaut um 1910 nach Plänen von Jenő Hübner, im Ortsteil Vámpuszta

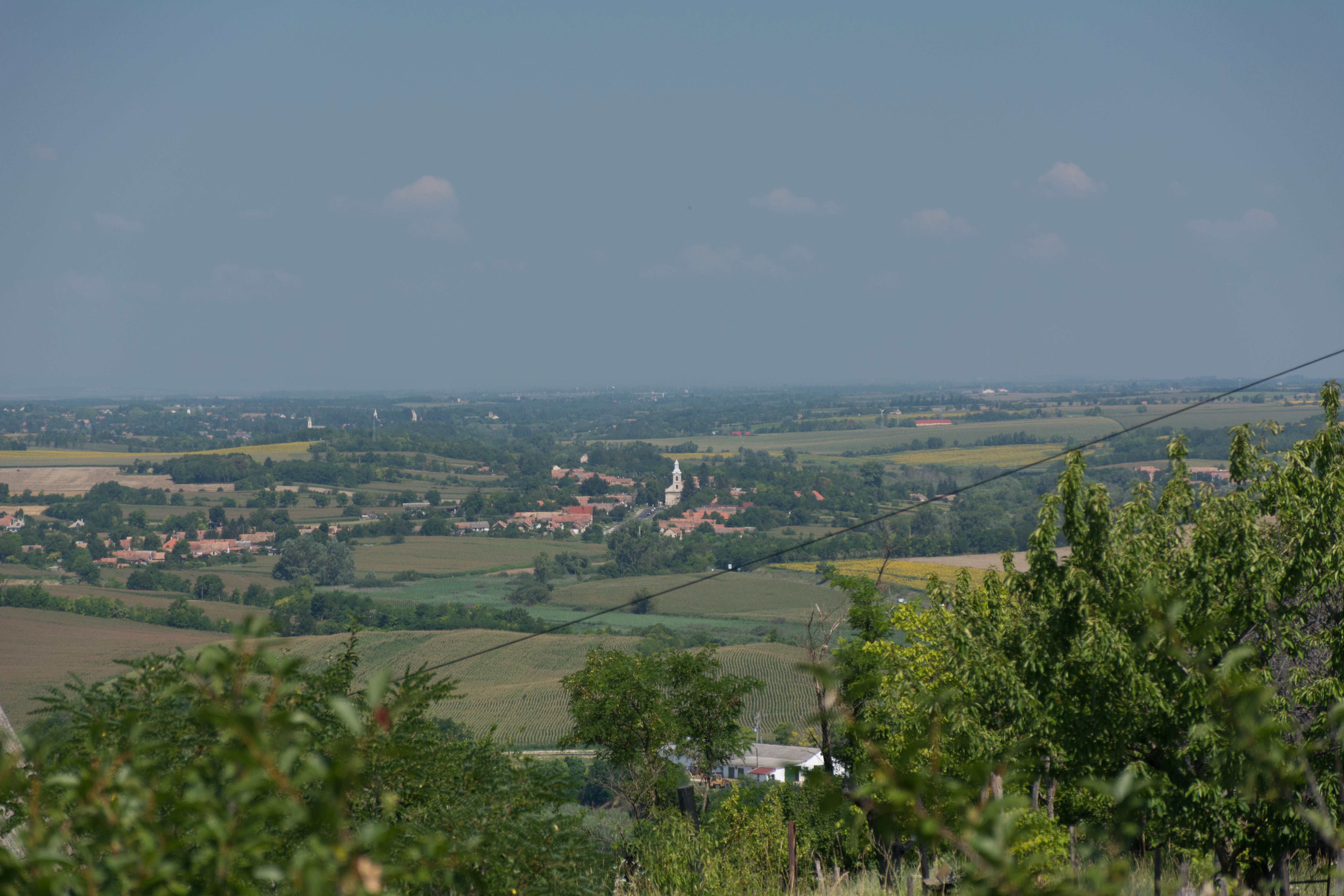
Blick auf Igar
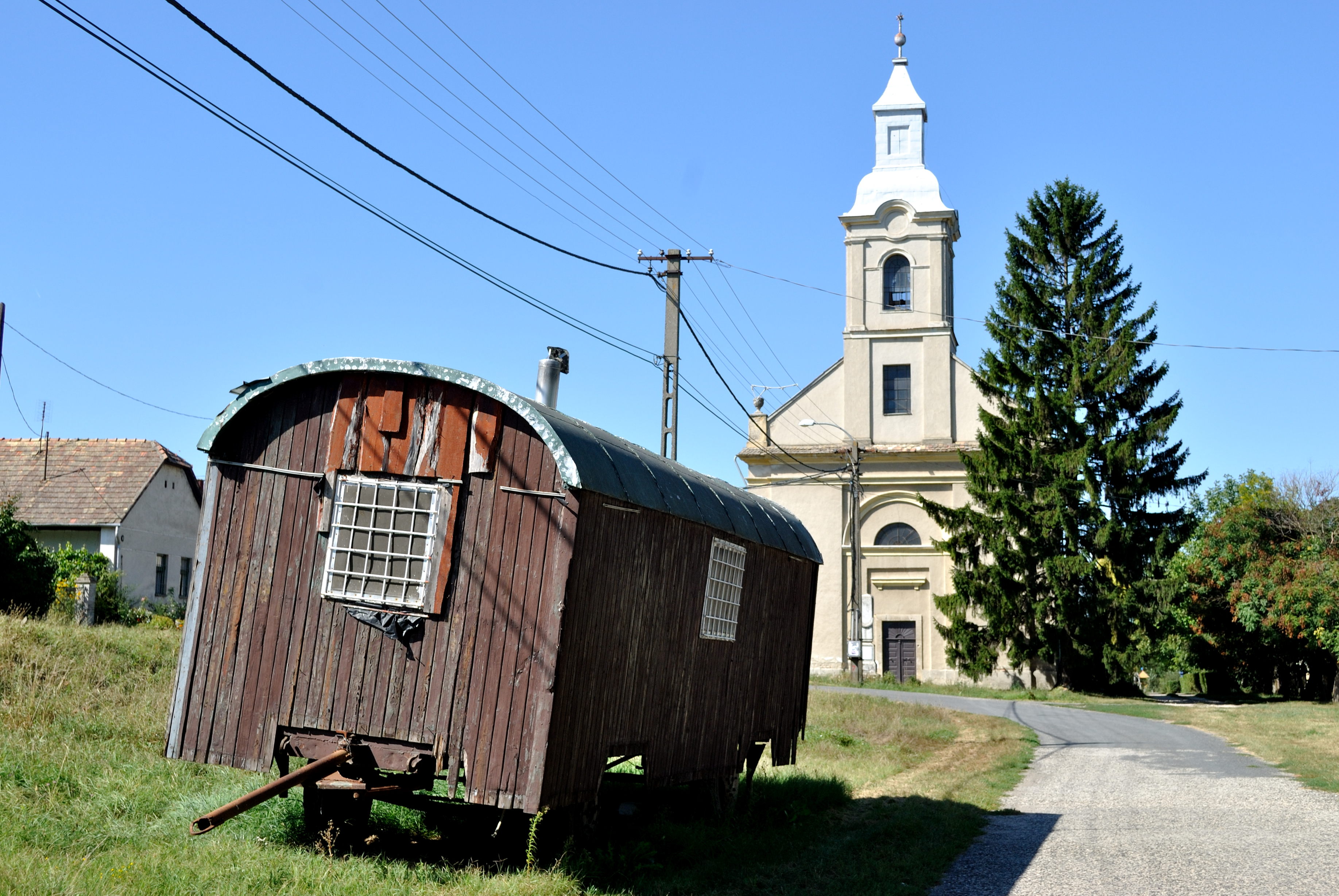
Reformierte Kirche
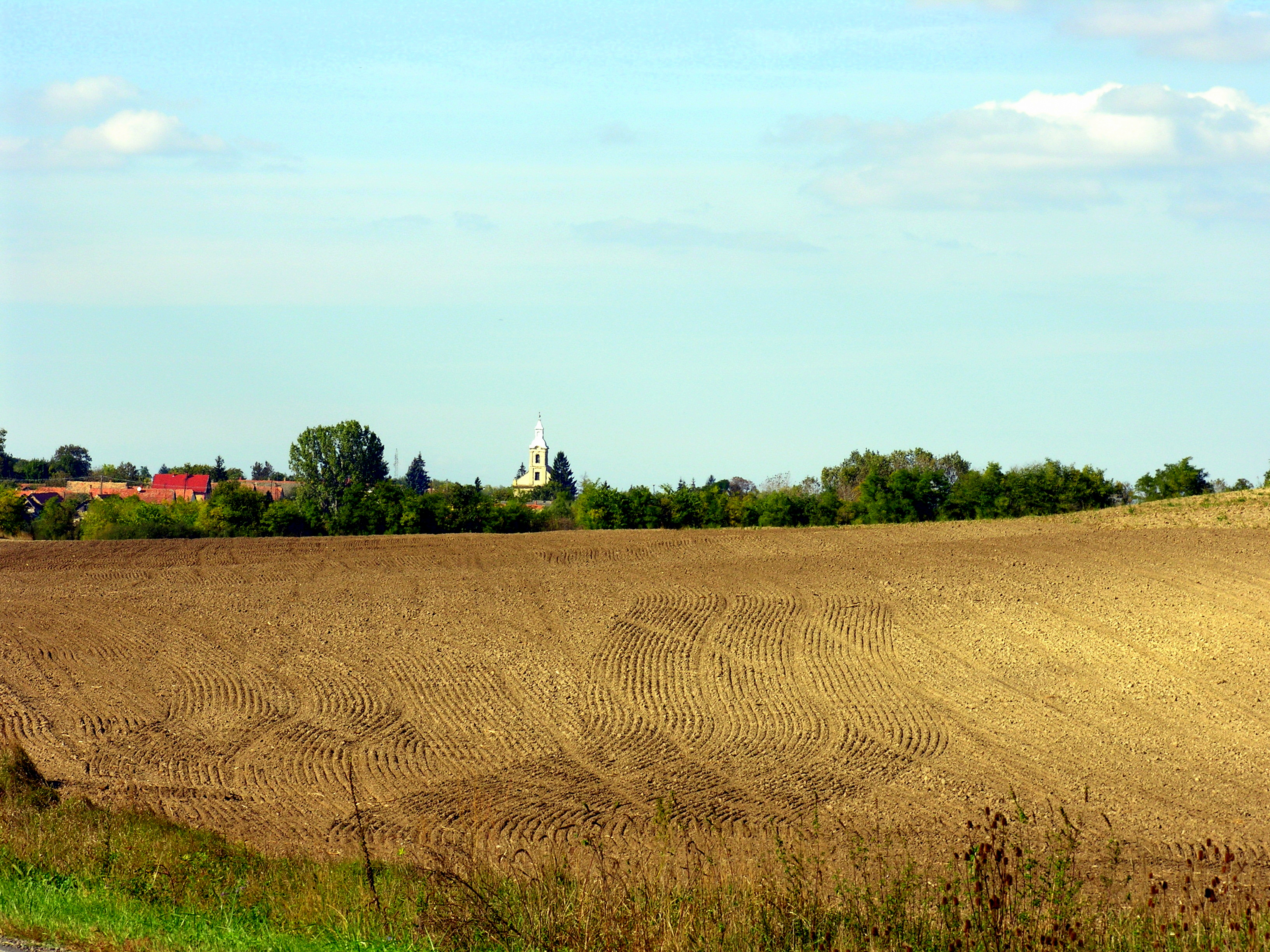
Felder bei Igar

## Verkehr
Igar liegt an der Hauptstraße 64, von der südlich des Ortes die Landstraße Nr. 6407 in Richtung Vámpuszta abzweigt. Der nächstgelegene Bahnhof befindet sich fünf Kilometer entfernt in Simontornya.